# Željko Petrović
Željko Petrović (Жељко Петровић) (Nikšić, 13 de novembre de 1965) és un exfutbolista i entrenador montenegrí. Com a futbolista ocupava la posició de defensa.

## Trajectòria
Inicia la seua carrera al Budućnost Titograd el 1986, on hi milita durant quatre temporades. La temporada 90/91 fitxa pel Dinamo de Zagreb. L'any següent recala al Sevilla FC, de la primera divisió espanyola, però no acaba de tindre reeixida, i a la temporada posterior marxa al FC Den Bosch neerlandès, amb qui ascendeix a l'Eredivisie.
El 1994 s'incorpora al RKC Waalwijk, on destaca, de manera que dos anys després fitxa pel PSV Eindhoven. Signa una correcta primera temporada, però a la segona passa a la suplència. Entre 1998 i 2000 milita a l'Urawa Red Diamonds japonès. Es retira el 2003, després d'un segon període al RKC Waalwijk.
Una vegada retirat com a jugador, el migcampista segueix vinculat al món del futbol. El 2006 es fa càrrec del Boavista FC portuguès, on només hi roman uns mesos. A la campanya 07/08 dirigeix al RKC Waalwijk. És subcampió de la Segona Divisió neerlandesa, però no assoleix l'ascens a l'Eredivisie. Posteriorment, exerceix d'assistent al Hamburger SV. Del gener fins al juny del 2024 va ser entrenador de l'equip bosnià HŠK Zrinjski Mostar.

## Internacional
Petrović va ser internacional per Iugoslàvia en 18 ocasions. Hi va participar en el Mundial de 1998.